# Saint-Germain-du-Puch
Saint-Germain-du-Puch is een gemeente in het Franse departement Gironde (regio Nouvelle-Aquitaine). De plaats maakt deel uit van het arrondissement Libourne. Saint-Germain-du-Puch telde op 1 januari 2022 2.290 inwoners.

## Geografie
De oppervlakte van Saint-Germain-du-Puch bedroeg op 1 januari 2022 11,76 vierkante kilometer; de bevolkingsdichtheid was toen 194,7 inwoners per km².

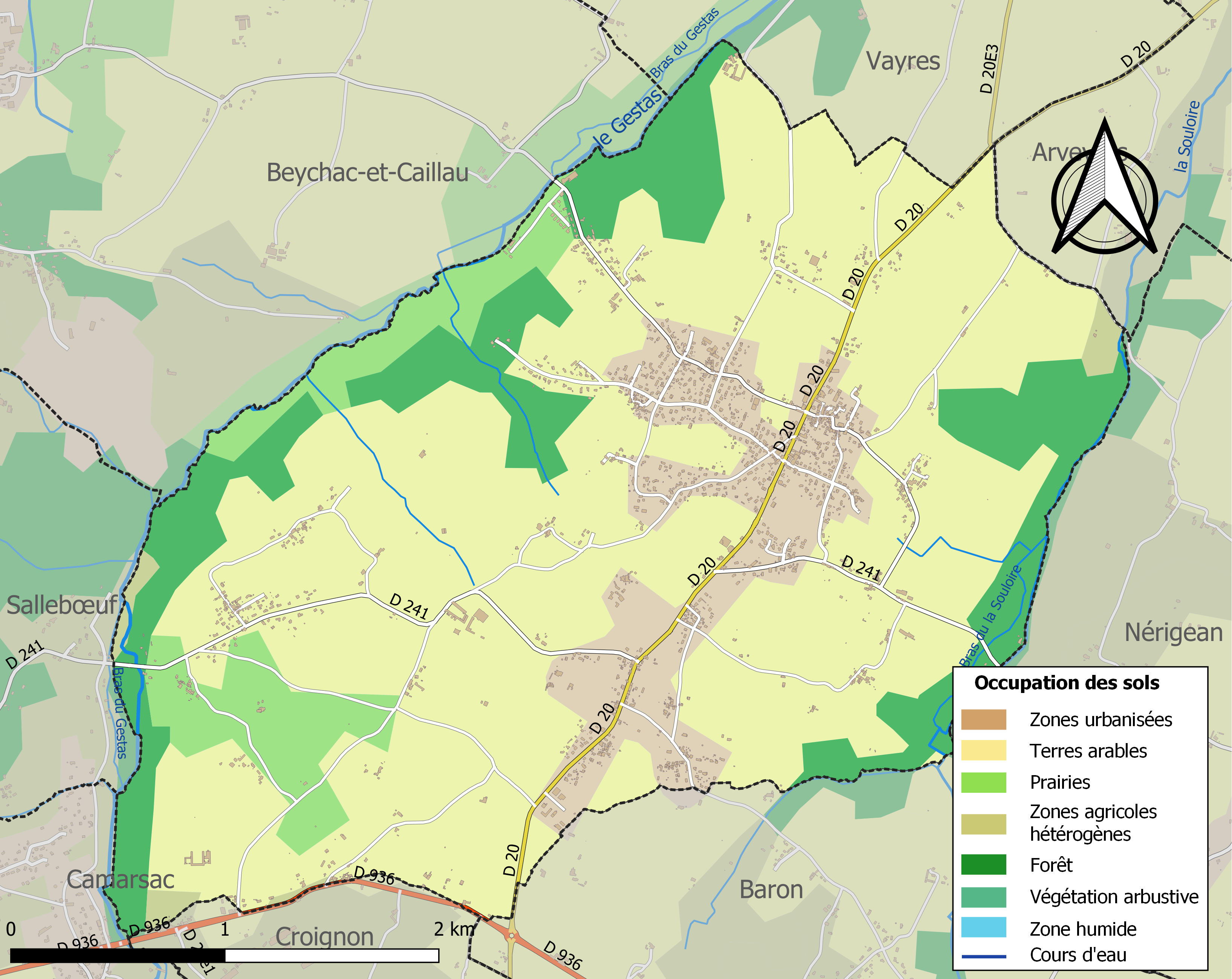
Kaart van de gemeente met belangrijkste infrastructuur, bodemgebruik en omliggende gemeenten

## Demografie
Onderstaande figuur toont het verloop van het inwonertal (bron: INSEE-tellingen).